# Case CE
Case CE ist eine Marke der CNH Industrial für Baumaschinen und steht abgekürzt für „Case Construction Equipment“. Unternehmenssitz ist Racine (Wisconsin).

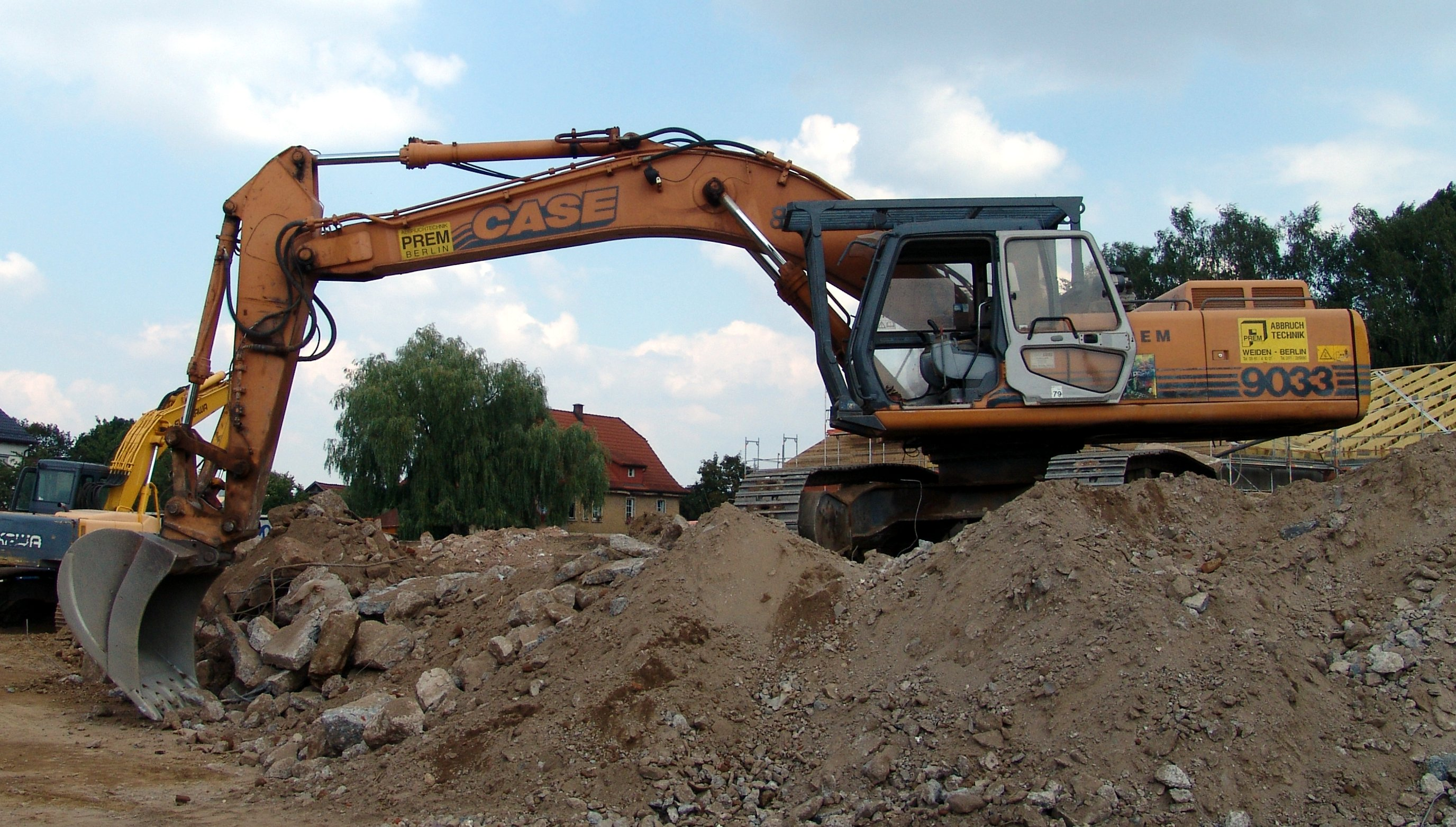
Raupenbagger 9033

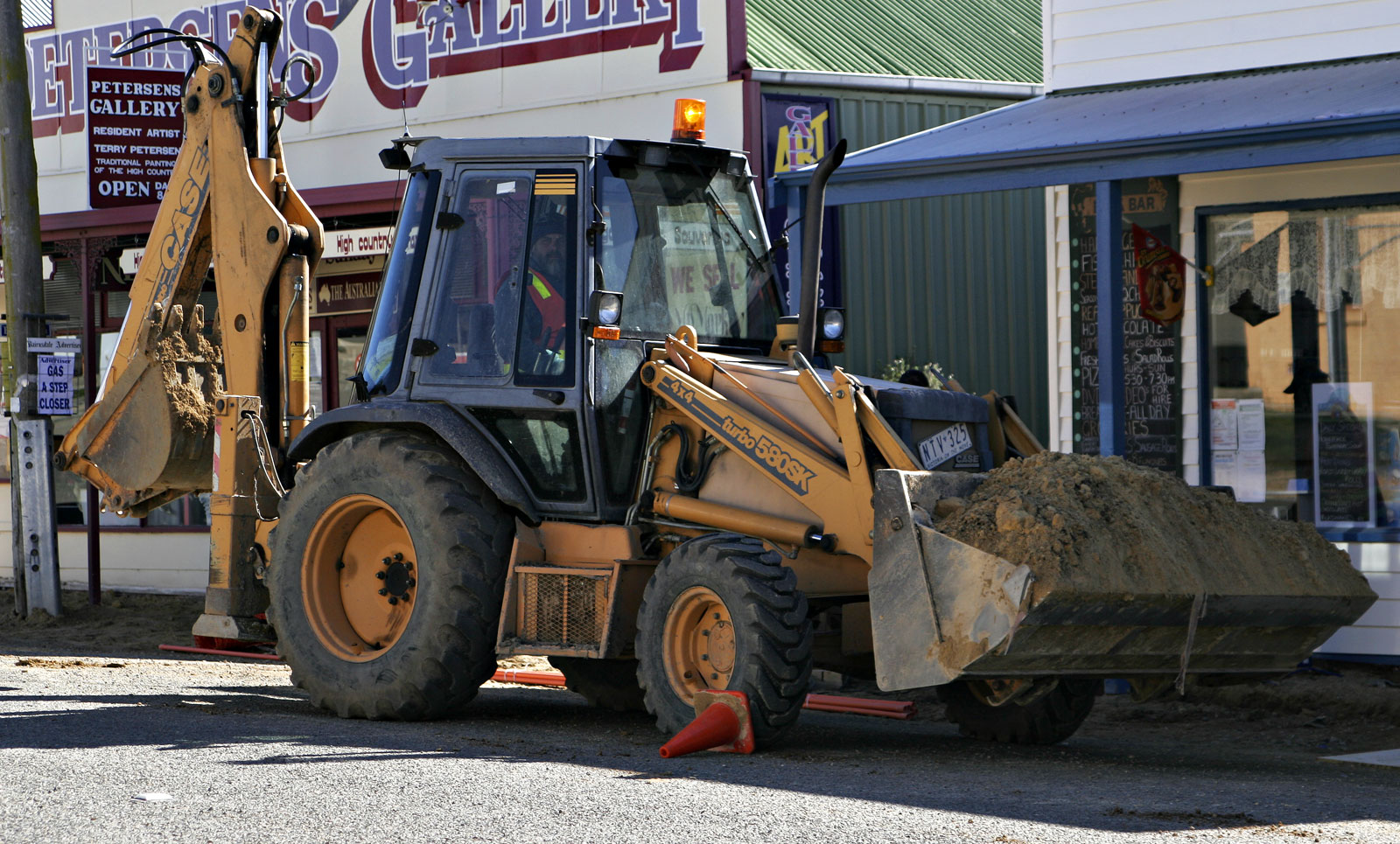
Case 580SK Baggerlader

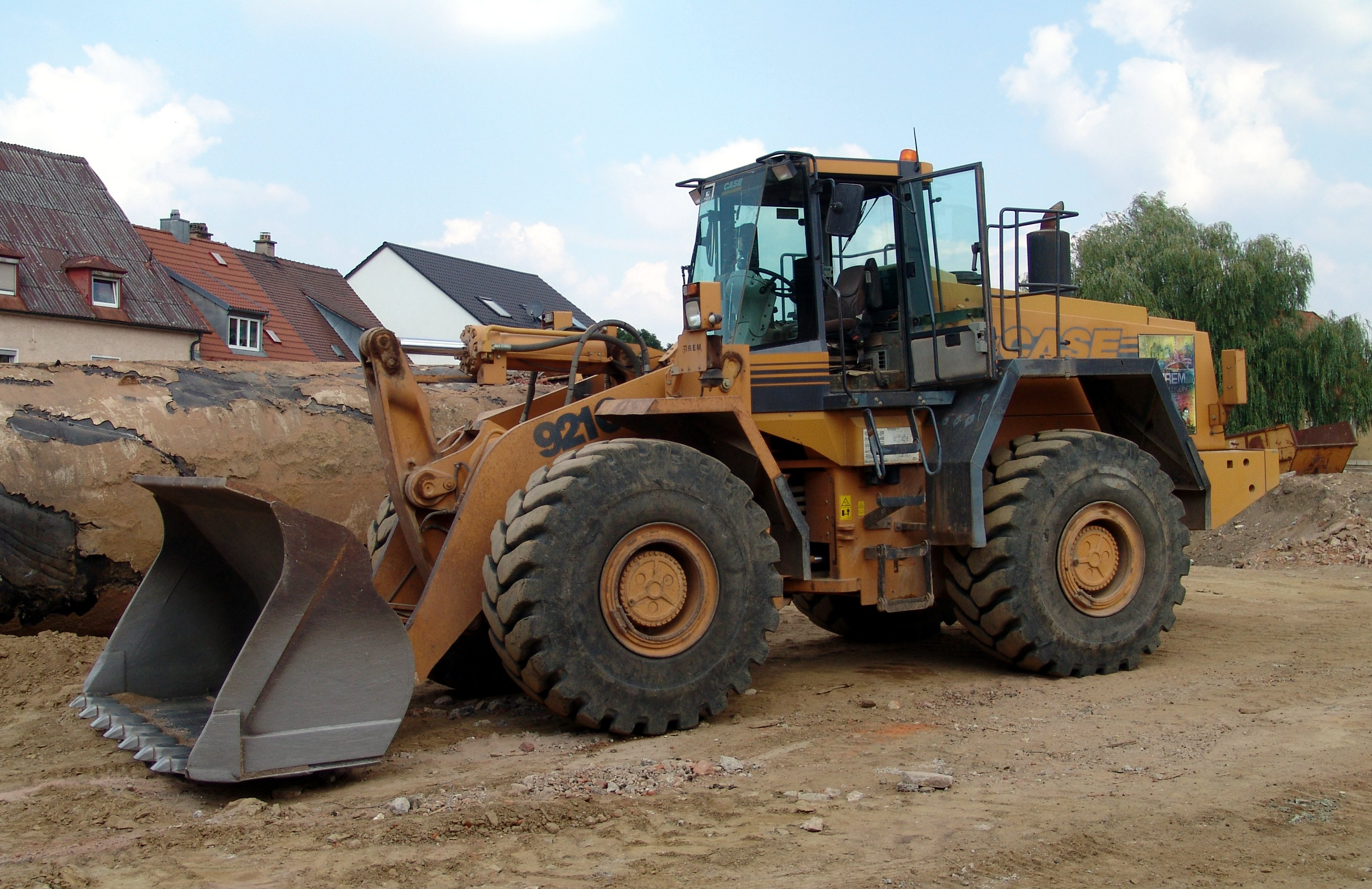
Radlader 921C

## Geschichte
Jerome I. Case gründete im Jahr 1842 die J. I. Case Threshing Machine Company, die seit 1869 Baumaschinen herstellte. 1977 stieg Case bei dem französischen Bagger-Hersteller Poclain mit einer Beteiligung von 40 Prozent ein und übernahm diesen 1988 vollständig.
Im Jahr 1999 übernahm Fiat die Case Corporation und verschmolz sie mit New Holland zu „Case New Holland“, kurz CNH Global.
Die Schwestermarke für Landmaschinen ist seit 1985 Case IH.

## Produkte
- Baggerlader
- kleine Radlader
- knickgelenkte Muldenkipper
- Kompaktlader
- Minibagger
- Mobilbagger
- Planierraupen
- Radlader
- Raupen-Kompaktlader
- Raupenbagger
- Teleskoplader